# Василів Хутір
Василів Хутір (з 1932 до 12 травня 2016 — Соцзмага́ння) —  село в Україні, в Чугуївському районі Харківської області. Входить до складу Чугуївської міської громади. Населення становить 172 осіб.

## Географія
Село Василів Хутір розміщене на березі річки Студенок, яка через 5 км впадає в річку Сіверський Донець (права притока), вище за течією на відстані 2,5 км наявне село Кам'яна Яруга. На відстані 0,5 км розташоване селище Новопокровка, на відстані 3 км — місто Чугуїв. За 2 км є Чугуївський військовий аеродром. Поруч проходить залізниця, найближча станція Дачі за 2 км.